# Pont d’Iéna
Der Pont d’Iéna (deutsch Jenaer Brücke) ist eine Straßenbrücke über die Seine in Paris, die das Champ de Mars und den Eiffelturm mit dem Palais de Chaillot und den Jardins du Trocadéro verbindet.

## Beschreibung
Die Steinbogenbrücke ist insgesamt 155 m lang und  hat fünf flache Segmentbögen mit Spannweiten von je 28 m und einer Pfeilhöhe von 3,40 m. Sie war ursprünglich 19 m breit, wurde aber 1937 auf 35 m verbreitert, indem auf beiden Seiten Betonbögen mit gleichen Profilen auf eigenen Betonpfeilern angebaut wurden. Die Pfeiler sind mit Reliefs des kaiserlichen Adlers dekoriert, die von François-Frédéric Lemot entworfen wurden. 1853 wurden Statuen an den vier Ecken der Brücke angebracht, die gallische, römische, arabische und griechische Krieger jeweils mit einem Pferd darstellen.
Die Brücke steht als Monument historique unter Denkmalschutz.

## Geschichte
Der Bau der Brücke und ihr Name wurden von Napoleon zur Erinnerung an die Schlacht bei Jena und Auerstedt vom 14. Oktober 1806 angeordnet. Die Brücke wurde in den Jahren 1808–1814 gebaut.
Der preußische Generalfeldmarschall von Blücher, einer der Teilnehmer der namensgebenden Schlacht, wollte die Brücke nach der Einnahme von Paris 1815 sprengen lassen, wurde aber von König Ludwig XVIII. überredet, sich mit der Umbenennung in Pont des Invalides und der Entfernung der Adler an der Brücke zu begnügen. Der Vorfall war zugleich Anlass für den König, alle Namensgebungen Pariser Örtlichkeiten auf den Stand vom 1. Januar 1790 zurückzuversetzen. 1830 wurde die Umbenennung rückgängig gemacht, 1852 wurden die Adler wieder angebracht.

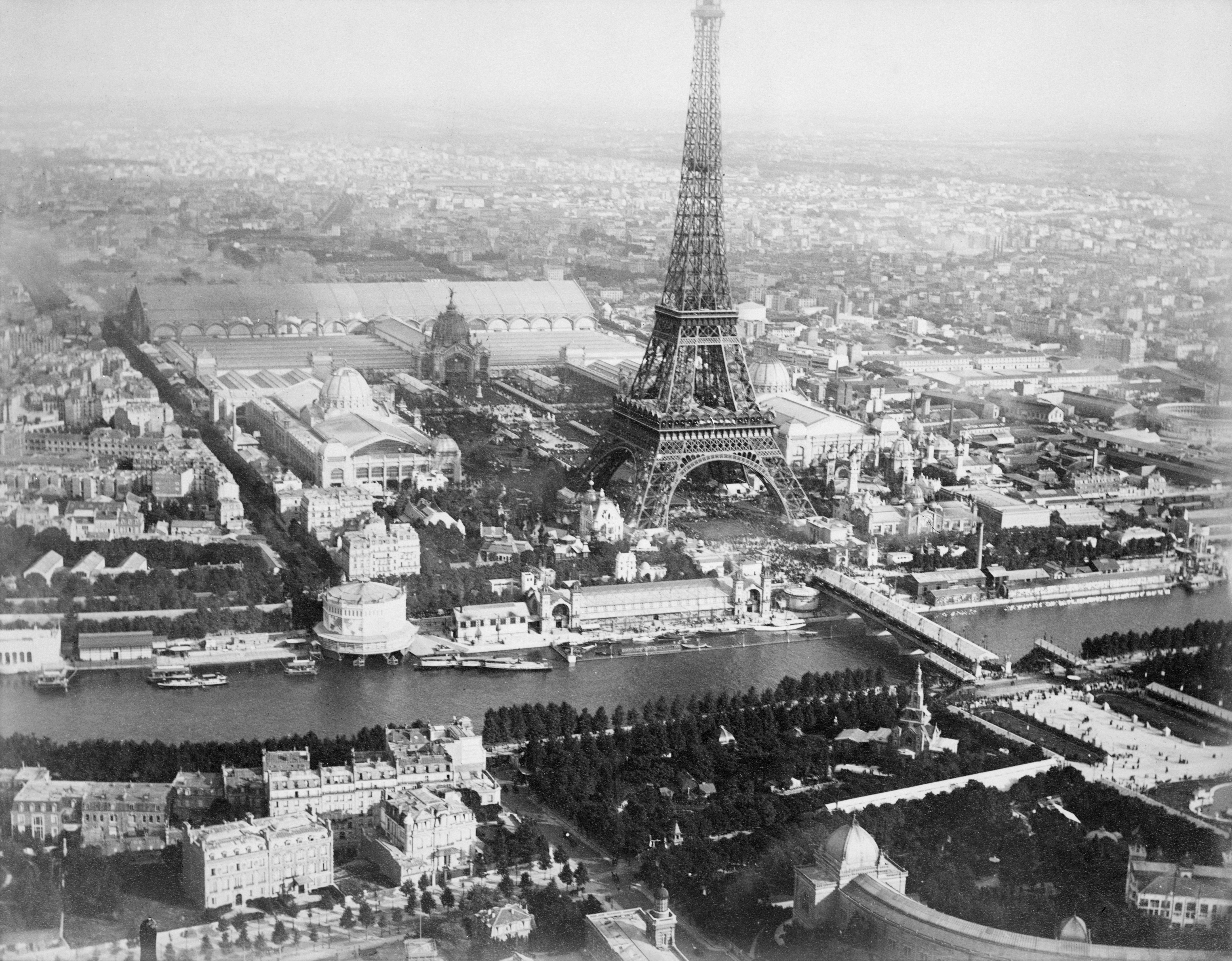
Die überdachte Brücke zur Weltausstellung 1889

Bei der Weltausstellung 1889, bei der der Eiffelturm eröffnet wurde, wurde sie in das Ausstellungsgelände einbezogen und mit Markisen überdacht. Zur Weltausstellung 1900 wurde sie durch eiserne Fußgängerbrücken verbreitert, die einige Jahre später wieder beseitigt wurden. Zur Weltausstellung von 1937 verbreiterte man sie auf beiden Seiten auf insgesamt 35 m durch den Anbau von Betonbögen mit gleichem Profil.
Bei den Olympischen Sommerspielen 2024 in Paris war die Brücke Start und Ziel der Wettbewerbe im Gehen.